# إلقاء نفايات الحدائق
نفايات الحدائق، أو إلقاء النفايات الخضراء، هي عملية التخلص من نفايات الحديقة أو إيداعها في غير المكان المخصص لها.
نفايات الحدائق هي المادة النباتية المتراكمة من أنشطة البستنة التي تنطوي على قطع أو إزالة الغطاء النباتي، أي قطع العشب أو إزالة الأعشاب الضارة أو تقليم الشجيرات أو التشذيب الذي يتكون من قصاصات العشب وأوراق النبات والخشب والتربة.
يمكن أن يختلف تكوين وحجم نفايات الحدائق من موسم إلى موسم ومن موقع إلى آخر. حيث كشفت دراسة أجريت في آرهوس بالدنمارك أن متوسط إنتاج نفايات الحدائق للشخص الواحد يتراوح بين 122 و155 كيلوغرام سنويًا.
يمكن استخدام نفايات الحدائق لإنشاء السماد الطبيعي أو النشارة، والتي يمكن استخدامها كمكيف للتربة، وذلك بعد إضافتها إلى عناصر غذائية مطلوبة لأجل تكوين الدبال. يتطلب إنتاج السماد التوازن بين النيتروجين والكربون والرطوبة والأكسجين. بدون التوازن المثالي، قد تستغرق عملية تحلل المواد النباتية وقتًا طويلاً، حيث تسحب النيتروجين من مصادرٍ أخرى، مما يقلل من توفر النيتروجين إلى الغطاء النباتي الموجود الذي يتطلب نموه.
يتمثل خطر إلقاء نفايات الحدائق في أنه قد يحتوي على بذور وأجزاء نباتية قد تنمو (تتكاثر بالانتشار)، بالإضافة إلى زيادة أحمال وقود النار، وتقليل أشكال الراحة البصرية، وزيادة التكاليف الاقتصادية الناتجة عن إزالة النفايات وكذلك التكاليف المرتبطة بالتخفيف من الآثار المرتبطة مثل مكافحة الأعشاب وحرائق الغابات.

## السبب
هناك روابط قوية بين غزو الأعشاب الضارة للمناطق الطبيعية وقرب وكثافة أماكن السكن. يرتبط حجم ومدة بقاء المجتمعات المحلية ارتباطًا مباشرًا بكثافة الإصابة بالأعشاب الضارة. هنالك وسائل المختلفة تحدث عن طريقها هجرة الأنواع الغريبة من الحدائق، مثل التشتت الخضري للعدائين، والبذور المحمولة عبر الرياح والبذور الساقطة، حيث يمكن أن يلعب إلقاء نفايات الحدائق دورًا مهمًا. وجدت نتائج إحدى الدراسات الألمانية الشمالية أن 29 ٪ من المشاكل التي تحدث في جنس فالوبيا من النباتات نشأت من نفايات الحديقة. من بين جماعات نباتات الهرقلية المانتغازية، وجد شيبكر أن 18 ٪ تم توليدها بواسطة نفايات الحدائق (كما صرح هوفاريك وفون دير ليبي في الكتاب الصادر عام 2008) في الصفحة 24-25.
تشير إحدى منشورات حكومة أستراليا إلى أن بعض الأسباب الرئيسية لإلقاء نفايات الحدائق يمكن أن تُعزى إلى قلة العناية بالبيئة أو سهولة عملية القائها أو الإحجام عن الدفع مقابل جمع النفايات أو التخلص منها بشكل صحيح. (وكالة حماية البيئة [EPA]، 2013). حيث يقوم الأشخاص بإلقاء نفايات الحدائق لتجنب الرسوم المترتبة على التخلص منها في مواقع المكب أو لأنهم لا يريدون قضاء الوقت أو الجهد في التخلص من النفايات أو إعادة تدويرها بشكل صحيح. يتم تنفيذ هكذا أعمال من قبل أشخاص ينتمون إلى جميع فئات المجتمع، من القائمين على الأسر إلى أصحاب الأعمال المختصين، مثل منسقي الحدائق المحترفين والبستانيين. يمكن أن يتنافس انتشار النباتات الغريبة مع النباتات المستوطنة محليا، ويغير تكوين وهيكل النظام البيئي.
إلقاء نفايات في الحدائق على وجه الخصوص يسهل انتشار النباتات الغريبة في بقايا الغابات من خلال إدخال البذور ومصادر التنامي الموجودة في نفايات الحدائق. تعتمد معايير الاختيار الشائعة للبستنة المنزلية عند اختيار النباتات على سهولة الانتشار وحداثتها ومدى ملاءمتها للظروف البيئية المحلية. هذه الخصائص المحددة المختارة تزيد من فرصة أن تصبح الأجزاء النباتية والبذور التي يتم إدخالها في مناطق الغابات مشكلة.
الأسباب الثلاثة الرئيسية لتدهور الموائل الحيوانية هي؛ اضطراب أو فقدان وظائف النظام الإيكولوجي، وفقدان الموارد الغذائية وفقدان الأنواع التي تقطن المنطقة. يمكن للغزاة غير الأصليين أن يتسببوا في انقراض الأنواع المحلية الضعيفة من خلال المنافسة التطورية، ونقل الآفات والأمراض، وتغيير الموائل والنظام الإيكولوجي.
إن إلقاء نفايات الحدائق في المحميات الطبيعية المحيطة بالمناطق الحضرية وبالقرب منها يزيد من خطر الحرائق. ستجف نفايات الحديقة الملقاة في النهاية لتنتج وقودًا مضافًا إلى حمولة الوقود الناتج عن الحطام النباتي الذي قد تساقط بالفعل والتي يمكن أن تندلع النيران فيها وتنتشر. يمكن لنفايات الحدائق أن تنشر الحشائش والتي بدورها تبني وقودًا للحرائق. يمكن لنفايات الحدائق الملقاة زيادة معدلات التآكل عن طريق خنق الغطاء النباتي الطبيعي. مع عدم وجود أنظمة جذرية لتحقيق الاستقرار، تكون التربة العلوية عرضة للتآكل (ريتر، جيه. 2015)، وهذا يمكن أن يضيف مستويات أعلى من الرواسب، ويساهم في تغرين الجداول والمجاري المائية.
إذا دخلت المادة النباتية في المجاري المائية، يمكن أن تخلق مستويات منخفضة من الأكسجين من خلال عملية تحلل النفايات الخضراء مثل قصاصات العشب. مما يخل بجودة المياه بشكل مباشر، ويؤثر على الأسماك والحياة البرية المائية. يمكن أن يؤدي إلقاء النفايات الخضراء أيضًا إلى عرقلة شبكات الصرف الصحي؛ بشكل مباشر عن طريق تراكم حطام النبات، وبشكل غير مباشر عن طريق انتشار أنواع النباتات المهاجِمة التي تستعمر المناطق الرطبة، مما يقلل أو يغير تدفق المجاري المائية. هذا التغيير في التدفق، الذي يتضمن مسار المياه وسرعتها، يمكن أن يغير الدورات الهيدرولوجية، مما يؤثر على تكرار وشدة الفيضانات.

## التأثير
لنفايات الحدائق الخضراء تأثيرٌ مباشرٌ على المظهر الجمالي للأراضي ويمكنها في كثير من الأحيان تشجيع المزيد من طرح النفايات في غير أماكنها المخصصة.

### زيادة خطر الحريق
يمكن أن يؤثر إلقاء نفايات الحدائق في المحميات الطبيعية والحدائق المحيطة بالمناطق الحضرية وبالقرب منها بشكل مباشر وغير مباشر على النباتات والحيوانات الموجودة، وكذلك على حياة الإنسان من خلال زيادة خطر الحرائق. ستجف نفايات الحدائق الملقاة في نهاية الأمر، مما ينتج عنه وقود إضافي يُضاف إلى الحطام المتساقط بالفعل الذي يمكن أن يندلع الحريق فيه وينتشر. يمكن أن تؤدي نفايات الحدائق إلى نشر الأعشاب الضارة، حيث تعمل هذه الأعشاب أيضًا على بناء وقود للحرائق. قد تمتد الحرائق أيضًا إلى مناطق الضواحي والتي من الممكن أن تؤثر على البشر أيضًا بفقدان منازلهم بسبب الحريق أو التعرض للإصابة أو الوفاة من الدخان أو الحروق، وقد يعانون من خسائر اقتصادية مثل فقدان الدخل وتكاليف التنظيف. يمكن أن تؤدي الحرائق إلى ضياع عام للموائل والتنوع البيولوجي.

### تهديد للتنوع البيولوجي
يعد غزو الأنواع النباتية الغريبة إلى الغابات الأصلية الباقية تهديدًا للتنوع البيولوجي. تشمل بعض تأثيرات تدهور الموائل؛ حيث قد تصبح الحيوانات الأصلية والحشرات والطيور ضعيفةً ومُعرَّضةً للخطر؛ وقد تفقد مصدر غذاء الحياة البرية الأصلية؛ وقد يؤدي هذا الغزو إلى تخلخل العلاقات بين النباتات والحيوانات الأصلية، أي التلقيح ونشر البذور وفصل العلاقات بين المضيفات النباتية وما يعيش عليها. تتغلب النباتات شديدة التكيُّف التي يتم اختيارها لسهولة استزراعها على الأنواع الأكثر تخصصًا. يمكن أن يؤدي غزو الأعشاب الضارة لنظام الغابات إلى تغيير عمليات تعاقب النبات (نظام يحل فيه أحد الأنواع محل الأنواع الأخرى بسبب عوامل الاضطراب)، وتركيب مجتمع النبات وتركيب العناصر الغذائية وتوافرها. يمكن أن يؤدي التغير في تكوين الغابات إلى فقدان أنواع نباتية فريدة. عندما يتم تدمير الموائل، يكون للنباتات والحيوانات والكائنات الأخرى التي احتلت الموئل قدرة حمل منخفضة بحيث ينخفض عدد الجماعات ويصبح الانقراض تهديدًا وشيكًا.